# يودات البوتاسيوم
يودات البوتاسيوم مركب كيميائي صيغته KIO3، ويوجد على شكل مسحوق بلوري أبيض اللون؛ وهو ملح البوتاسيوم لحمض اليوديك.

## التحضير
يحضر المركب من تفاعل عنصر اليود مع محلول مركز وساخن من هيدروكسيد البوتاسيوم:
{\displaystyle {\ce {6KOH + 3I2 -> 5KI + KIO3 + 3H2O}}}

## الخواص
يوجد يودات البوتاسيوم في الشروط القياسية على شكل مسحوق بلوري أبيض اللون، ذي انحلالية متوسطة في الماء، لكنه لا ينحل في الكحول.
يتصف المركب بخواصه المؤكسدة القوية، فمثلاً يمكن أن يحصل عليه تفاعل تناسب مشترك مع محلول من اليوديد:
{\displaystyle {\ce {5I- + IO3- + 6H3O+ -> 3I2 + 9H2O}}}

## الاستخدامات

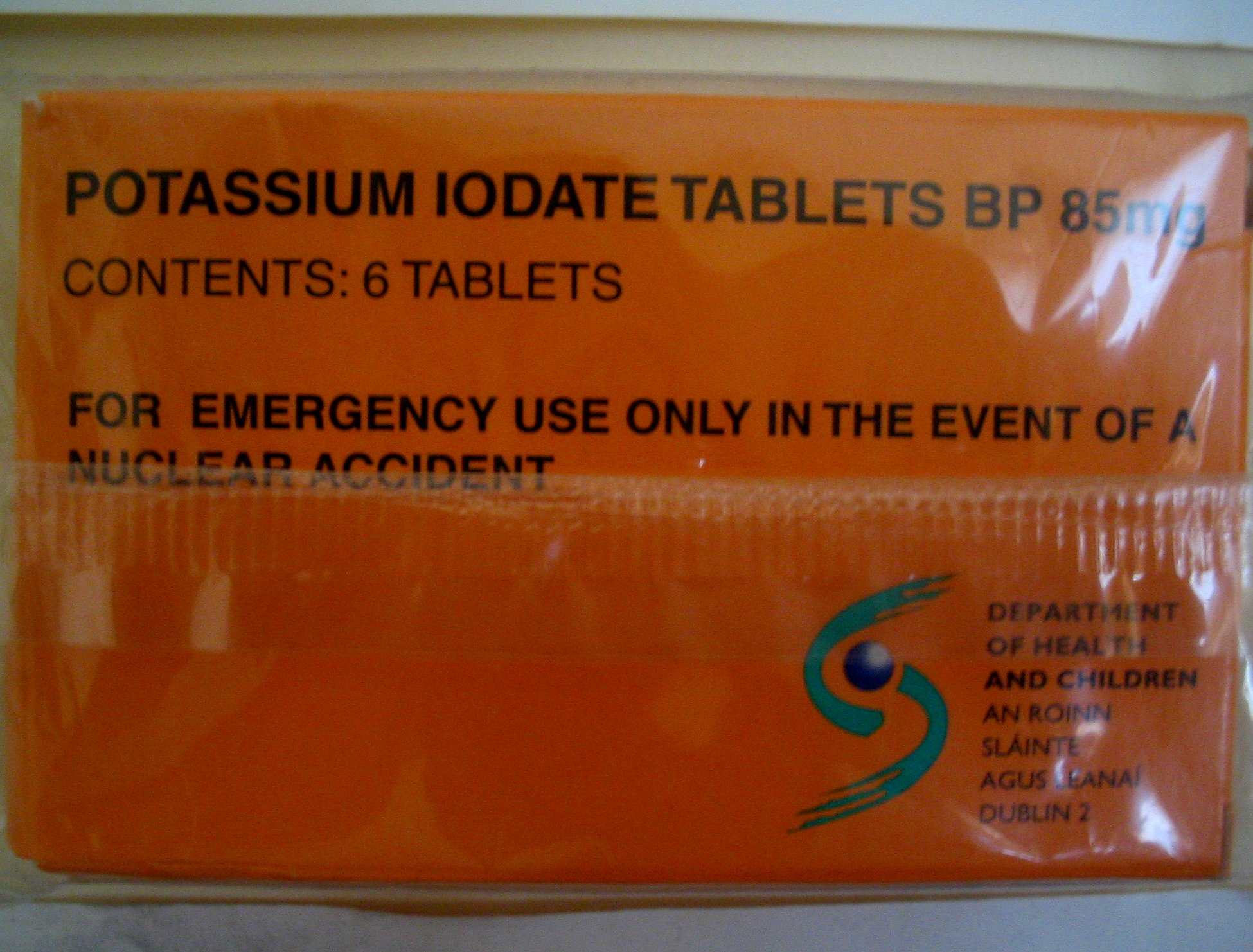
أقراص يودات البوتاسيوم

يمكن أن يستخدم يودات البوتاسيوم للحماية من تراكم اليود المشع في الغدة الدرقية وذلك بإشباع الجسم بمصدر مستقر من اليود قبل التعرض؛ وهو بذلك يمكن أن يكون بديلاً عن يوديد البوتاسيوم KI، وخاصة في البلدان الحارة والرطبة، والتي يكون فيها لـKI فترة صلاحية ليست بالكبيرة.